# Pompejská novéna
Pompejská novéna je růžencová modlitba k Panně Marii z Pompejí, která vznikla v r. 1884. Je nazývaná také neodolatelnou novénou, protože Matka Boží slíbila, že kdo se ji pomodlí za konkrétní úmysl, tak ho obdrží.

## Historie
Začátek Pompejské novény se pojí se zjevením Panny Marie těžce nemocné Fortunatině Agrelli, která jí sdělila, ať se 54 dní modlí celý(3 části) růženec. Po skončení novény se zázračně uzdravila. V roce 1890 papež Lev XIII. slavnostně uznal pravost zázračného uzdravení. Pompejská novéna byla rozšířená díky blahoslavenému Bartolu Longovi, který byl horlivým šiřitelem růžence a mariánské úcty v oblasti Pompejí poblíž Neapole. V r. 1872 se tam rozhodl začít stavět kostel Panny Marie Růžencové. Podařilo se ji dostavět v r. 1926. V r. 1875 byl v ní umístěn zázračný obraz Panny Marie Pompejské. Dalším zázračným uzdravením se událo v r.1902. Marís Lucía Calviño byla uzdravená po modlitbě novény a pouti do pompejské baziliky. Od r. 1885 bylo nahlášeno už okolo tisíce zázračných uzdravení.

## Struktura novény
Struktura pochází od Panny Marie, která dala instrukce mladé dívce Fortunatině Agrelli. Doba trvání je 54 dnů, skládá se totiž z 3 novén prosebných a 3 novén děkovných, z nichž každá trvá 9 dní. Jedná se tedy o 27 dní prosebné a 27 dní děkovné části. Celá novéna se má modlit pouze za jeden konkrétní úmysl a pouze jednou osobou, tzn. nejde rozložit růženec mezi více lidí. Samotným obsahem je modlitba 3 růženců denně (radostného, bolestného, slavného) společně s krátkou prosebnou/děkovnou modlitbou na konci každé části růžence. Přesná struktura společně s textem modliteb se nachází mezi odkazy dole. Děkovnou část je nutné pomodlit se i v případě, že prosba ještě nebyla vyslyšena, je to totiž integrální část novény, nelze ji rozbít na dva díly. Důležitou součástí je také důvěra a odevzdání se do rukou Božích prostřednictvím Panny Marie.